# Нобилиссим

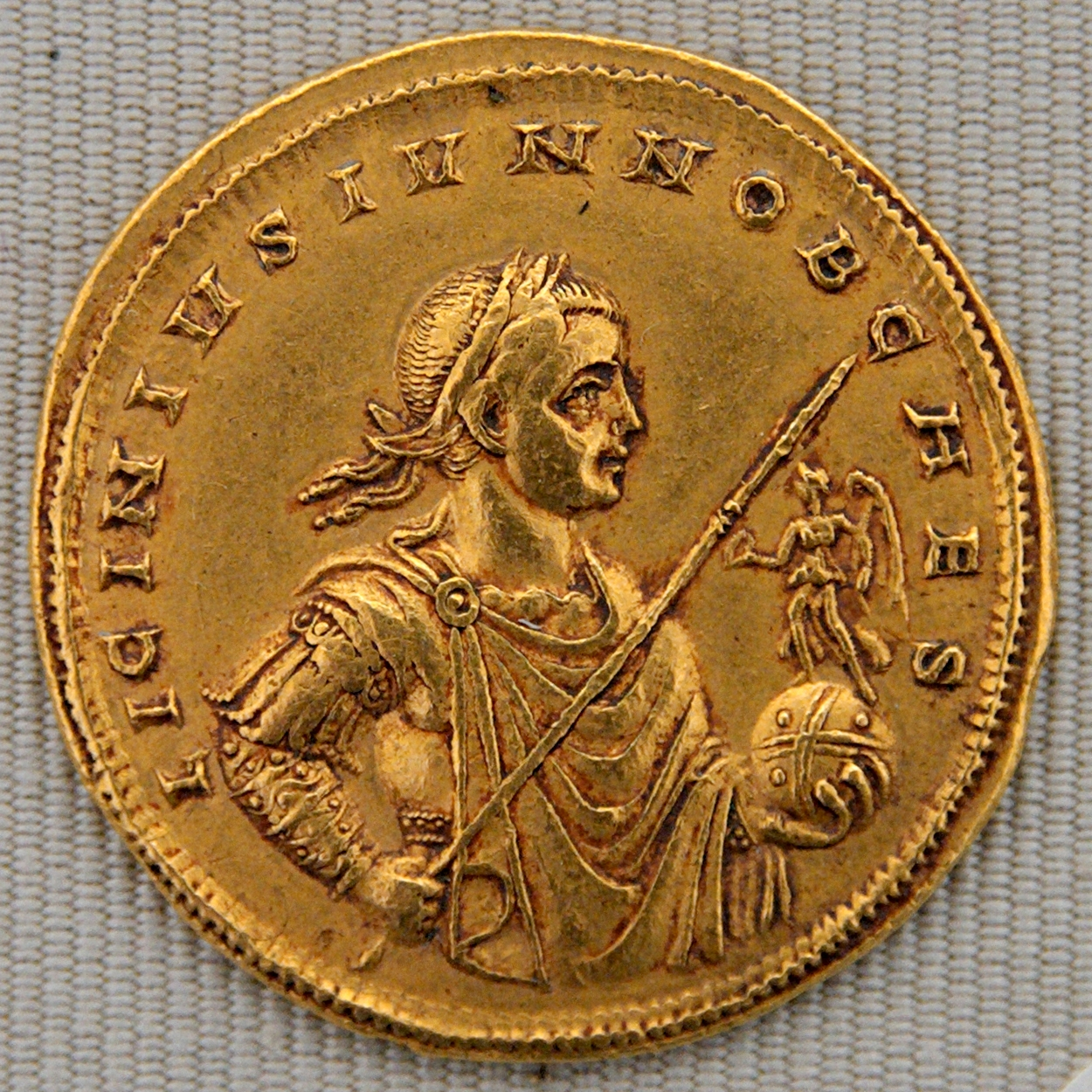
Монета Лициния II (ок. 315 — ок. 326). Надпись гласит «LICINIUS IUNior NOBilissimus CAESar»

Нобилиссим (ср.-греч. νωβελίσσιμος, nōbelissimos, от лат. nobilissimus — «благороднейший») — один высших титулов в поздней Римской империи и Византийской империи. Женская форма — нобилиссима (лат. nobilissima).
Изначально возник как эпитет к титулу цезаря, присваиваемому императорским наследникам, следующим после Геты, которых именовали «благороднейшими цезарями». Согласно Зосиму, отдельный титул нобилиссим был создан императором Константин I Великий (правил 306—337), который наградил им некоторых своих родственников, при этом не подразумевая их право на престолонаследие. Таким образом, титул шёл сразу после цезаря и присваивался членам императорской семьи, и такое положение сохранялось до середины XI века. В «Клиторологии» Филофея нобилиссимы занимают место между цезарями и куролапатами, а их знаками отличия указываются пурпурная туника, мантия и ремень, которые вручались императором при получении титула.
В конце XI века титул стал присваиваться верховным главнокомандующим; первым получившим его был будущий император Алексей I Комнин. В течение правления Комнинов титул постепенно девальвировался, в результате чего в XII веке появились новые титулы протонобилиссим (ср.-греч. πρωτονωβελίσσιμος, prōtonōbelissimos) и протонобилиссимипертат (ср.-греч. πρωτονωβελισσιμοϋπέρτατος, prōtonōbelissimohypertatos). В поздний период правления Палеологов остался только последний из них, использующийся для провинциальных сановников.